# اوکنگیتز
longitudeاوکنگیتزlatitudeاوکنگیتز
اوکنگیتز (به انگلیسی: Oakengates) یک شهرک در بریتانیا است که در انگلستان واقع شده‌است.

## خصوصیات
اوکنگیتز ۸٬۵۱۷ نفر جمعیت دارد.